# Perelli
Perelli település Franciaországban, Haute-Corse megyében. Lakosainak száma 109 fő (2022. január 1.). Perelli Piazzali, Matra, Novale, Pianello, Pietricaggio, Tarrano és Valle-d’Alesani községekkel határos.

## Népesség
A település népességének változása:
| Lakosok száma | 158  | 100  | 102  | 114  | 113  | 111  | 110  | 108  | 108  | 109  |
|               | 1968 | 1982 | 1990 | 2006 | 2013 | 2015 | 2017 | 2019 | 2020 | 2022 |